# سوارکاری

سَوارکاری یا اسب‌دَوانی یا اسب‌سواری از ورزش‌هایی است که در چند دههٔ اخیر مورد توجه خاصی قرار گرفته است؛ با این وجود سابقه‌ای طولانی داشته است و می‌توان آن را از کهن‌ترین ورزش‌ها به‌شمار آورد. این ورزش امروزه نه تنها به عنوان یک رقابت سالم و مفید، بلکه به عنوان سرگرمی و به منظور گذراندن اوقات فراغت مورد توجه قرار گرفته است، و با این که نسبت به بسیاری از ورزش‌ها پرهزینه به نظر می‌رسد، هر ساله تعداد بیشتری طرفدار به سوی خود جلب می‌کند.

## سوارکاری چیست؟
سوارکاری به معنای نشستن بر پشت یک اسب و کنترل حرکات آن می‌باشد. ویژگی این ورزش این است که انسان و مرکب (معمولاً اسب) را متحد می‌سازد، بنابراین موفقیت اسب و سوارکار به ارتباط و اعتماد و احترامی که آن دو برای یک دیگر قائل‌اند، بستگی دارد. برای شروع به یادگیری سوارکاری نیاز به هیچ دانش و مهارت قبلی‌ای نیست، با این حال به دلیل قدرت جسمی و ذهنی که کنترل کردن اسب نیاز دارد، به کودکان زیر ۷ سال و افراد سنگین‌وزن توصیه نمی‌شود.
تاریخچه
اسب سواری ورزشی بسیار قدیمی است که از دیرباز به منظور جنگیدن یا پیام‌رسانی به افراد آموزش داده می‌شد.

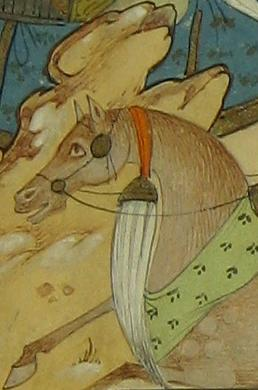
سر یک اسب در یکی از مینیاتورهای ایرانی مربوط به یکی از دستنوشته‌های مثنوی مولوی از سال ۸۹۱ق. /۱۴۸۶م، با تزئینات سوارکاری.

تاریخ رام کردن اسب هنوز به درستی شناخته نشده است. باستان‌شناسان با توجه به قدیمی‌ترین آثار بر جای مانده از پیشینیان در رابطه با رام کردن اسب‌ها، معتقدند که اولین اسب‌های اهلی به بیش از سه هزار سال قبل از میلاد برمی‌گردند. قبل از آن اسب به منظور تهیهٔ غذا شکار می‌شده است. البته باستان‌شناسان در بعضی نقاط از اروپای شرقی دهنه‌هایی پیدا کرده‌اند که به شش هزار سال قبل از میلاد برمی‌گردند. این نشان می‌دهد که انسان از آن زمان سعی داشته است که اسب را رام کند و از آن بهره ببرد، ولی به دلیل سرعت آن در فرار موفق نشده است. قدیمی‌ترین آثار در اروپای شرقی، شمال قفقاز و آسیای شده‌اند.

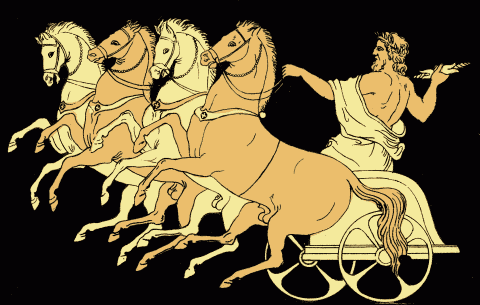
ارابهٔ زئوس

اگر چه اهلی ساختن اسب در مقایسه با حیواناتی چون سگ (نه هزار سال قبل از میلاد) و گوسفند و بز (پنج هزار سال قبل از میلاد) مؤخر بود، با این وجود تحول عظیمی در زندگی انسان به‌وجود آورد. انسان نه تنها از گوشت و شیر اسب بهره می‌برد، بلکه برای جابه‌جایی نیز از او استفاده می‌کرد. نکتهٔ جالب در این باره این است که مورخان عقیده دارند که مردم قبل از یادگیری چگونه سوار شدن بر اسب، از ارابه استفاده می‌کردند. آنان برای این فرضیه خود دو دلیل عمده ارائه می‌کنند:
- فسیل‌های پیدا شده نشان می‌دهند که اسب‌های آن دوره برای حمل انسان بسیار کوچک بوده و قد آن‌ها (بلندی جدوگاه) به بیش از ۱۴۰ سانتی‌متر نمی‌رسید.
- قبل از آن که اسب توسط انسان رام شود، مردم از ارابه استفاده می‌کردند و آن‌ها را به حیواناتی چون گاو یا الاغ وحشی می‌بستند. بستن ارابه به اسب‌های کوتاه قد خیلی دشوار نبود، در حالی که سوار شدن بر کمر اسب باعث وحشت و رم کردن آن می‌شد.

مهار و تربیت کردن اسب‌ها در زندگی مردم اوراسیا تحول و تأثیرها فراوانی به دنبال داشت. در حالی که در گذشته طی کردن مسافت‌های طولانی غیرممکن به نظر می‌رسید، انسان توانست به کشف سرزمین‌های جدید و کشورگشایی بپردازد. کم‌کم وسایلی برای هدایت و تسلط بیشتر بر اسب مانند زین و رکاب (که از اختراعات چینی‌ها می‌باشند) ساخته شدند و در اختیار سوارکاران گرفتند. تربیت و پرورش اسب نیز، به خصوص در خاورمیانه اهمیت بسیاری یافت و صحرانشینان این مناطق به پرورش و نگاه‌داری اسب‌های اصیل عربی پرداختند.
سوارکاری تا اواخر قرن پانزدهم، بیشتر در جنگ‌ها معمول بود. البته در بعضی از کشورها مانند ایران باستان، به‌عنوان ورزش و سرگرمی نیز مورد توجه قرار می‌گرفت (مانند بازی چوگان)، ولی جنبهٔ هنری آن از اواخر قرن پانزدهم میلادی به بعد اهمیت یافت. سرانجام در اواخر قرن نوزدهم، با پیشرفت صنعت و جایگزین کردن اسب‌ها توسط ماشین‌آلات، سوارکاری جنبهٔ ورزشی و سرگرمی که امروزه مشاهده می‌شود را به خود گرفت.

## برقراری ارتباط با اسب

پرتره اسب‌سوار شارلکن اثر تیسین

اولین گام یادگیری سوارکاری، یادگیری ارتباط برقرار کردن با اسب است. سوارکار باید بتواند خلق‌وخوی اسبی را که قرار است سوار شود درک کند و با او به خوبی ارتباط برقرار کند، تا اسب فرمان‌های او را بهتر درک کند و انجام دهد.
اسب با انسان متفاوت است و همین تفاوت است که باعث جذابیت این رابطه می‌شود. هرچه بهتر بتوانیم طرف مقابلمان را درک کنیم و یاد بگیریم که غرایز او را بفهمیم، رابطه ما بهتر می‌شود. رفتار پر از ترس اسب مغرضانه نیست، بلکه یک واکنش طبیعی برای حفاظت از خودش است.
اگر بتوانیم این احساس را در اسب ایجاد کنیم که ما از او حفاظت می‌کنیم، به ما اعتماد می‌کند و دیگر از هر فرصتی برای فرار استفاده نمی‌کند. با این حال حتی وقتی به ما اعتماد می‌کند، باز هم اسب جانوری است که به‌طور طبیعی در گله به سر می‌برد. در موقعیت‌های هراس‌آور نیز همواره به گله می‌پیوندد.
سوارکار می‌تواند از روی حرکات و برخی از اعمال اسب متوجه منظور او شود. حرکات گوش‌های اسب در این مورد بسیار مؤثر است. به‌طور مثال، هنگامی که اسب گوش‌هایش را به سمت جلو می‌چرخاند و سرش را بالا می‌گیرد، به این معناست که صدایی او را نگران کرده است و او بادقت در حال پیدا کردن منبع صداست. یا هنگامی که اسب گوش‌هایش را در جهات مختلف می‌چرخاند و حرکت می‌دهد، به این معناست که با دقت اطرافش را تحت نظر دارد. گوش‌های مایل به سمت پایین در دو طرف سر اسب، نشان دهندهٔ تسلیم شدن و اطاعت اسب هستند. البته این حالت گوش‌ها در صورتی که لب‌ها به سمت پایین افتاده باشند، نشانهٔ خواب‌آلودگی است. اسبی که گوش‌هایش را می‌چرخاند و زبانش را بیرون می‌آورد، قصد سربه‌سر گذاشتن و بازی با سوارکار را دارد. اگر اسب گوش‌هایش را به سمت جلو مایل کند و سرش را کمی خم کند، یعنی به سوارکار (یا هر کس دیگری) اعتماد دارد. اگر گوش‌هایش را به سمت عقب بچرخاند، یعنی چیزی باعث بی‌اعتمادی یا عصبانیت و ناراحتی او شده است. در صورتی که گوش‌هایش را به سمت عقب بخواباند، یعنی بسیار خشمگین است یا این که به شدت ترسیده است. در این صورت اسب می‌تواند بسیار خطرناک باشد و حمله کند. حرکت سر و پاهای اسب نیز می‌توانند در درک منظور او کمک کنند. اسبی که سرش را کمی پایین می‌آورد و ناگهان به‌شدت تکان می‌دهد، بدخلقی خود را نشان می‌دهد. هنگامی که پاهای جلویش را بر زمین می‌کوبد، عصبانیت یا بی‌قراری خود را ابراز می‌کند، در حالی که وقتی اسب پاهای عقبش را بر زمین می‌کوبد، می‌خواهد بفهماند که چیزی باعث ناراحتی او شده است (مثلاً مگس و…).

## سبک‌های سوارکاری

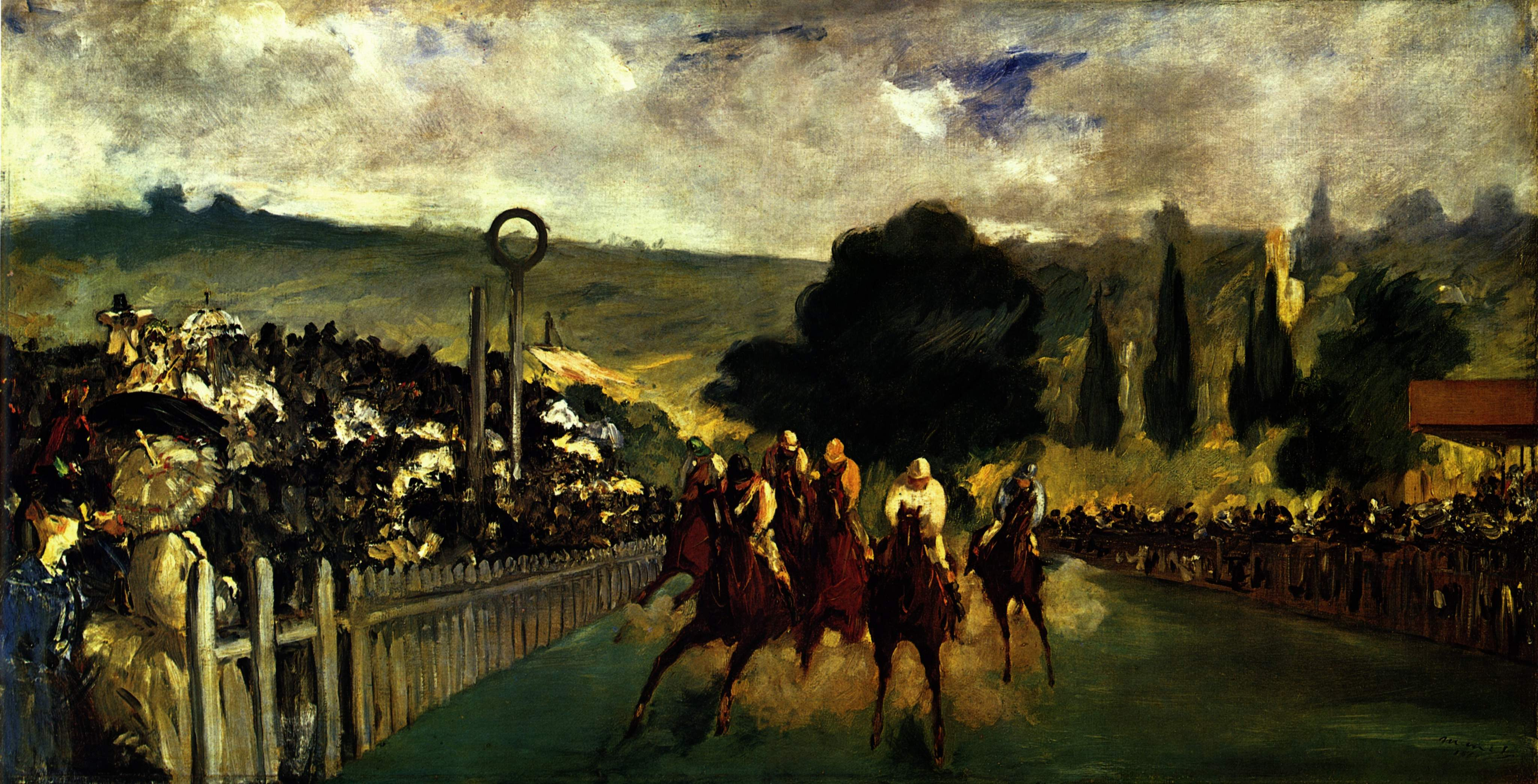
مسابقات اسب‌دوانی در لانگشام اثر ادوار مانه

### سبک انگلیسی
سبک انگلیسی پیش نیاز و پایه بعضی از رشته‌های سوارکاری مانند درساژ، پرش با اسب، چوگان و حتی کورس می‌باشد. این سبک از بعضی از سبک‌های دیگر اندکی دشوارتر است.

### سبک غربی
از سبک غربی بیشتر در رشته‌هایی از سوارکاری که در تاریخچه یشان از کار در مزرعه سرچشمه گرفته‌اند و به مرور زمان توسعه یافته‌اند، مانند استقامت، استفاده می‌شود.

## شاخه‌های مختلف سوارکاری
سوارکاری شاخه‌های متعددی دارد که به‌طور کلی در دو دسته قرار می‌گیرند:

### مسابقاتاسب‌دوانی
این مسابقات از دوران قدیم در بسیاری از تمدن‌ها همچون یونان و روم باستان وجود داشته است. مسابقات یورتمه و تاخت از مسابقات رایج اسب‌دوانی هستند.

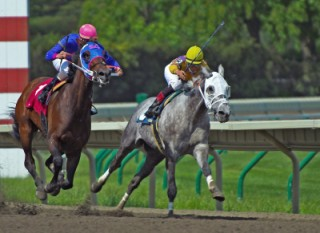
اسب‌دوانی

- مسابقات یورتمه (سوار بر اسب یا ارابه)، که در آن‌ها هدف نفر اول رسیدن به خط پایان است، بدون این که اسب با سرعت گرفتن شروع به تاختن کند. تاختن اسب باعث حذف شدن سوارکار از دور مسابقه می‌شود.
- مسابقات تاخت، که در آن‌ها نیز هدف اول رسیدن به خط پایان است، اما این بار با تاخت. مسافت این مسابقات بین ۲٫۴۰۰ و ۱٫۶۰۰ متر است. نوعی دیگر از مسابقات تاخت، همراه با مانع است و اسب باید از روی آن‌ها بپرد. مسافت این مسابقات با توجه به نوع مانع‌ها متفاوت است.

شاخه‌های متعددی در آن جای می‌گیرند که در آن‌ها هدف بردن مسابقهٔ دو نیست. مسابقات ارابه رانی که معمولاً دارای سه مرحله هستند:مرحلهٔ درساژ (که در آن شیوه و جذابیت نمایش و رفتار و حرکات اسب سنجیده می‌شود)، مرحلهٔ ماراتون (که امتحانی زمان‌بندی شده است و از قسمت‌های مختلفی تشکیل شده است و مهمولاً دارای موانعی طبیعی یا مصنوعی است. در آن مهارت، توانایی جسمی و سرعت اسب سنجیده می‌شود) و مرحلهٔ آخر که عبارت است از حرکت در راه‌هایی که از اطراف، توسط توپ‌هایی (یا چیزهای دیگری) محدود شده است. گذشت وقت مجاز یا افتادن توپ باعث از دست رفتن امتیاز می‌شود. تعداد اسب‌هایی که ارابه را می‌کشند به نوع مسابقه بستگی دارد و به جز در مواردی خاص، بیش از چهار عدد نیستند.
پرش
مسابقات استقامت
رودئیو rodeo مسابقه با اسب‌های وحشی است.

### سایر مسابقات سوارکاری
- مسابقات ارابه‌رانی، که معمولاً دارای سه مرحله هستند: مرحلهٔ درساژ (که در آن شیوه و جذابیت نمایش و رفتار و حرکات اسب سنجیده می‌شود)، مرحلهٔ ماراتون (که امتحانی زمان‌بندی شده است و از قسمت‌های مختلفی تشکیل شده است و معمولاً دارای موانعی طبیعی یا مصنوعی است. در آن مهارت، توانایی جسمی و سرعت اسب سنجیده می‌شود) و مرحلهٔ آخر که عبارت است از حرکت در راه‌هایی که از اطراف، توسط توپ‌هایی (یا چیزهای دیگری) محدود شده است. گذشت وقت مجاز یا افتادن توپ باعث از دست رفتن امتیاز می‌شود.

تعداد اسب‌هایی که ارابه را می‌کشند به نوع مسابقه بستگی دارد و به جز در مواردی خاص، بیش از چهار عدد نیستند.
- درساژ (حرکات نمایشی اسب‌های تربیت‌شده)، که در آن کیفیت ارتباط میان سوارکار و اسب سنجیده می‌شود. این مسابقات در زمین‌هایی مستطیل‌شکل به طول ۶۰ متر و عرض ۲۰ متر برگزار می‌شوند، و سوارکاران به ترتیب در زمین حاضر شده و برنامه‌های خود را اجرا می‌کنند. این برنامه‌ها می‌توانند مشخص‌شده یا آزاد باشند. داوران بر اساس تکنیک و دقت سوارکار و همچنین اطاعت و حرکات اسب و ارتباط میان آن دو، قضاوت کرده و بین صفر تا ده امتیاز می‌دهند. سوارکار باید سعی کند حرکاتش برای هدایت اسب تا حد امکان مخفی باشد و دیده نشود، به‌طوری‌که احساس شود ارتباط میان آن دو توسط تِلِپاتی انجام می‌گیرد. این کار ممکن است به نظر تماشاگران بسیار آسان بیاید، در حالی که نتیجهٔ تلاش چندین سال می‌باشد.
- پرش با اسب، که از متداول‌ترین مسابقات سوارکاری در جهان می‌باشد و مشابه مسابقات درساژ و استقامت است.
- مسابقات استقامت، که هدف از آن‌ها طی کردن مسافتی طولانی (بین ۲۰ تا ۱۶۰ کیلومتر) در یک (و گاهی دو) روز است. اسب‌های عرب از بهترین نژادها برای این نوع مسابقات هستند، زیرا جثه‌ای کوچک و مقاوم در برابر گرما و تمرینات سخت دارند. اسب‌های انگلیسی نیز به دلیل سرعتشان در این زمینه مورد توجه بسیاری قرار می‌گیرند.

## مسابقات وسترن یا آمریکایی، که ریشهٔ آن‌ها به مسابقاتگاوچرانیبرمی‌گردد
- رودیئو، که مسابقه با اسب‌های وحشی است.
- چوگان، که قدیمی‌ترین ورزش گروهی است. این ورزش در ایران باستان رواج و اهمیت زیادی داشته است و به بازی شاهان معروف است. امروزه چوگان به دلیل هزینهٔ بالا کمتر مورد توجه عام قرار می‌گیرد.
- رشتهٔ پرش با اسب صحرایی مسابقهٔ پرش صحرایی نیازهای بزرگی را از اسب درخواست می‌کند؛ زیرا هم استقامت در سرعت و هم نیاز یکباره به یک انرژی انفجاری برای پرش را از اسب تقاضا می‌دارد. این نکته بسیار حائز اهمیت است که هیچ اسبی در طبیعت چنین مسافتی را بدون توقف قادر به تاختن نیست. همچنین تنوع در موانع، اعتماد اسب به سوار خود را می‌طلبد، در حالی که آن از طرف دیگر مانع آگاه نیست.

## سوارکاری درایرانامروز
سوارکاری در ایران در چند دههٔ اخیر مورد توجه قرار گرفته است و باشگاه‌های متعددی تأسیس شده و در روند پیشرفت هستند. با این وجود ایران هنوز در سطح جهانی برندهٔ مقامی نشده است. سوارکاری بانوان نیز مورد توجه قرار گرفته است و بر طرفداران آن روز به روز افزوده می‌شود.

## دربارهٔ اسب‌ها بدانید.
اسب‌ها در سن ۴ سالگی به بلوغ کامل می‌رسند.
یک اسب مؤنث بعد از ۴ سالگی به نام مادیان صدا می‌شود.
یک اسب مذکر بعد از ۴ سالگی به نام نریان صدا می‌شود.
اسب‌ها عموماً بیش از ۱۴۵ سانت قد دارند.
به اسب‌های کوچکتر از ۱۴۵ سانت پونی گفته می‌شود.
بیش از ۲ نوع نژاد اسب در دنیا وجود دارد.
دوران بارداری یک اسب ۶ ماه است اما گاهی از ۱۰ الی ۱۲ ماه هم می‌شود.
عمر متوسط اسب‌ها حدود ۲۵ الی ۳۰ سال می‌باشد و پیرترین اسب دنیا ۶۲ سال عمر کرده است.
نام علمی اسب «اچوس کابالوس» است.
یک اسب با وزنی حدود ۴۵۰ کیلوگرم تقریباً ۵۰ لیتر خون در بدن دارد.
اسب عرب یک نژاد خون‌گرم و پر جنب و جوش است.
اسب‌ها جانورانی نجیب هستند.